# Vicente Marco Miranda
Pour les articles homonymes, voir Marco Miranda et Miranda.
Vicente Marco Miranda, né à Castellón de la Plana en 1880 et mort à Valence en 1946, est un homme politique valencien.

## Carrière politique
Dans un premier temps personnalité importante du blasquisme, il fait partie de la rédaction du journal El Pueblo, dont il est dans un second temps nommé rédacteur en chef par Félix Azzati. Il est conseiller et mène la minorité républicaine au Conseil municipal de la ville de Valence jusqu'à l'avènement de la dictature de Primo de Rivera.
Il participe activement à toutes les conspirations ourdies dans la capitale valencienne pour renverser la dictature et est plusieurs fois emprisonné. Il fait le récit de ses activités dans son livre Las conspiraciones contra la dictadura publié en 1930.
À la proclamation de la République, il est élu maire de Valence à titre provisoire, mais est rapidement nommé gouverneur civil de la province de Cordoue. Il réintègre rapidement la vie politique valencienne au cours des élections générales de 1931 et de celles de 1933 pour le parti blasquiste PURA, qui intègre au Parlement le groupe du Parti républicain radical mené par Alejandro Lerroux.
En désaccord avec la droitisation idéologique du parti, il s'éloigne de celui-ci et finit par le quitter pour former Esquerra Valenciana, avec un groupe de proches, dont Julio Just, Faustino Valentín et Vicente Alfaro. Au Congrès, celui-ci adhère à la minorité d'Izquierda Republicana. Il se rend alors à Oviedo afin de récolter des informations sur la répression sanglante qui suit le mouvement révolutionnaire d'octobre 1934 et présenter un compte rendu dénonciateur aux Cortes. Il participe activement aux débats parlementaires qui marquent la fin du courant mené par Lerroux et le déclin final du PURA, à la suite de divers scandales de corruption. Esquerra Valenciana intègre le Front populaire et il est de nouveau élu député lors des élections générales de 1936, au sein du groupe minoritaire d'Esquerra Republicana de Catalunya, avec laquelle il est en meilleures affinités. Il laisse un témoignage de cette période dans ses mémoires, intitulés In illo tempore et édités par le Conseil valencien de culture en 2005.
Durant la Guerre Civile, il reste fidèle à la République. À la fin de celle-ci, il est obligé de vivre clandestinement avec ses frères, à Valence puis à Burriana, une étape de sa vie qu'il décrit dans son livre Cuatro Gatos (Memorias 1939 - 1942), édité par l'Institut Alphonse le Magnanime en 2007. Au cours de l'été 1946, il rentre à Valence, où il reste caché jusqu'à sa mort le 23 décembre de la même année. Son corps repose au cimetière civil de Valence.

## Œuvres
- - Las conspiraciones contra la Dictadura (Relato de un testigo). Madrid: Zeus, 1936.
  - Las conspiraciones contra la Dictadura. (1923-1936). Relato de un testigo. Prologue par Alfons Cucó. Madrid: Tebas, 1975.
  - Memorias de Vicente Marco Miranda. In illo tempore (1942). València: Consell Valencià de Cultura, 2005. Illustrations. Col. «Monografies».
  - Cuatro gatos (Memorias 1939-1942). «Nota previa sobre mi padre, Vicente Marco Miranda», par Félix Marco Orts; «Prólogo» par Vicent Franch Ferrer. Valence: Institució Alfons el Magnànim, 2008.